# Atletul albanez
Atletul albanez este o cofetărie din Slatina, aflată în centrul orașului, pe strada Dinu Lipatti, care este vestită pentru dulciurile sale orientale, preparate după rețete tradiționale. 

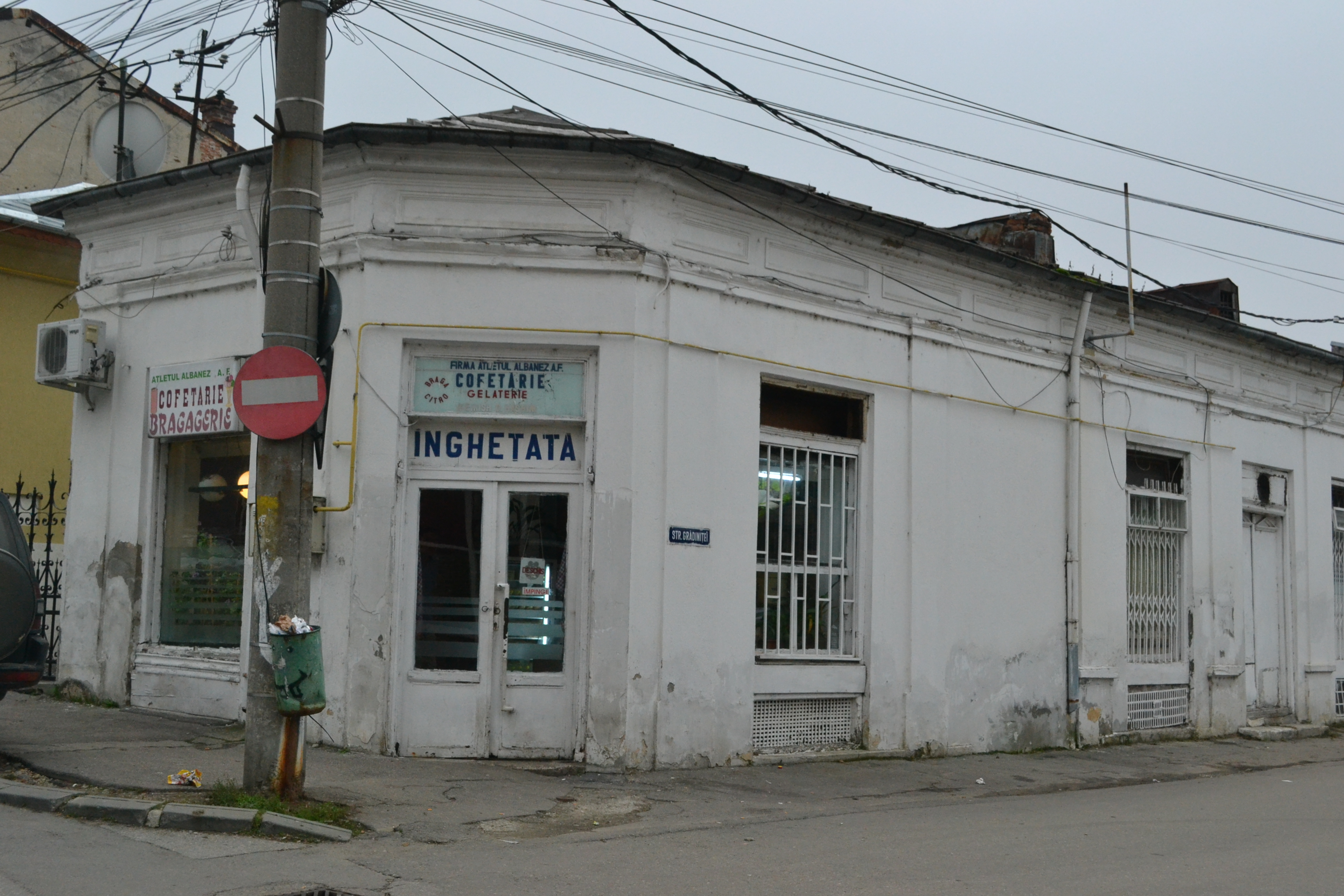
Atletul albanez din Slatina

A fost înființată la începutul secolului al XX-lea de familia Memish, iar actualmente este condusă de Hashim Memish (n.1939), care lucrează în prăvălie de peste 50 de ani și care, în 2008, a primit titlul de cetățean de onoare al Slatinei. 
Este cunoscută ca fiind singura firmă privată din România care a funcționat neîntrerupt pe perioada regimului comunist.
Cum s-a născut "Atletul albanez"
"În primăvara lui 1912 a venit un circ la Slatina și exista un număr de lupte greco-romane. Premiul era de 300 de napoleoni de aur, iar un strămoș de-al nostru s-a înscris și a câștigat", povestește Imer Memish, reprezentant al aripii tinere a familiei. "Din respect pentru oraș și pentru cetățeni, el a donat banii primăriei, care, la rându-i, a oferit afacerii numele de Atletul albanez, care funcționează fără încetare din 1912"

## Specialitățile casei
- Bragă
- Citronadă
- Înghețată
- Sarailii
- Halviță
- Baclava
- Rahat de trandafir
- Rahat cu nucă

## Membrii familiei Memish
- Hashim Memish
- Nazmie Memish
- Hamdie Memish
- Djemal Memish
- Enver Memish
- Nadie Memish
- Abdullah Memish
- Hasbi Memish
- Imer Memish

## Personalități care au trecut pragul prăvăliei
- Ion Minulescu[1]
- Nicolae Iorga[1]
- Eugen Ionescu[1]
- Amza Pellea[2]
- Nicu Constantin[2]
- Doina Badea[2]
- Dan Puric[2]
- Charles de Gaulle[1]
- Nicolae Ceaușescu[1]
- Gheorghe Hagi[3]
- James Rosapepe[2]